# Provincies van Nederland
De Nederlandse provincies (of verouderd: provinciën) vormen de bestuurslaag tussen de rijksoverheid en de Nederlandse gemeenten. Het Europese deel van Nederland is verdeeld in twaalf provincies die elk hun eigen volksvertegenwoordiging en bestuur hebben. 
Deze provincies zijn weer onderverdeeld in 342 gemeenten. De provincies hebben specifieke bevoegdheden en taken zoals ruimtelijke ordening, milieubescherming en cultuur. Daarnaast houden ze toezicht op de gemeenten en spelen ze op veel gebieden een coördinerende rol in samenwerking met gemeenten, andere instanties en particuliere organisaties. Op Europees niveau vormen de provincies de Nederlandse NUTS 2-gebieden.

## Overzicht
| Vlag | Provincie           | Bevolking | Oppervlakte (land+water) in km² | Oppervlakte (land) in km² | inw./km² | Hoofdstad        | Gemeente met de meeste inwoners |
| ---- | ------------------- | --------- | ------------------------------- | ------------------------- | -------- | ---------------- | ------------------------------- |
|      | Groningen           | 596.163   | 2.959,68                        | 2.323,94                  | 257      | Groningen        | Groningen                       |
|      | Fryslân (Friesland) | 659.612   | 5.748,77                        | 3.335,62                  | 198      | Leeuwarden       | Leeuwarden                      |
|      | Drenthe             | 502.120   | 2.680,39                        | 2.632,65                  | 191      | Assen            | Emmen                           |
|      | Overijssel          | 1.184.551 | 3.420,74                        | 3.319,00                  | 357      | Zwolle           | Enschede                        |
|      | Flevoland           | 444.850   | 2.412,31                        | 1.411,63                  | 315      | Lelystad         | Almere                          |
|      | Gelderland          | 2.133.751 | 5.136,31                        | 4.963,71                  | 430      | Arnhem           | Nijmegen                        |
|      | Utrecht             | 1.387.657 | 1.560,05                        | 1.485,46                  | 934      | Utrecht          | Utrecht                         |
|      | Noord-Holland       | 2.956.223 | 4.091,93                        | 2.664,82                  | 1.109    | Haarlem          | Amsterdam                       |
|      | Zuid-Holland        | 3.804.737 | 3.307,86                        | 2.700,07                  | 1.409    | Den Haag         | Rotterdam                       |
|      | Zeeland             | 391.142   | 2.933,44                        | 1.782,12                  | 219      | Middelburg       | Terneuzen                       |
|      | Noord-Brabant       | 2.626.368 | 5.082,06                        | 4.905,46                  | 535      | 's-Hertogenbosch | Eindhoven                       |
|      | Limburg             | 1.128.334 | 2.209,85                        | 2.146,61                  | 526      | Maastricht       | Maastricht                      |

## Geschiedenis
De geschiedenis van de meeste Nederlandse provincies gaat terug op de late middeleeuwen. Er waren toen in de Noordelijke en Zuidelijke Nederlanden verschillende vorstendommen en gebieden die grotendeels zelfstandig waren. In de vijftiende en zestiende eeuw kwamen deze bijna allemaal onder het Bourgondische Rijk en later de Habsburgers te vallen. De gebieden waren verbonden in een personele unie, maar de nieuwe heersers voerden een centralisatiepolitiek, met instelling van enkele centrale instellingen en later van de Zeventien Provinciën.
Tijdens de Nederlandse Opstand vormde een aantal overwegend noordelijke gewesten in 1579 een samenwerkingsverband: de Unie van Utrecht. Een deel van de gewesten zwoer in 1581 met de Acte van Verlatinge Filips II af als landsheer. Dit wordt vaak gezien als het begin van het huidige Nederland als zelfstandige natie. Nadat in 1588 enkele pogingen tot het benoemen van een nieuwe landsheer mislukt waren, gingen de gewesten waar de opstand succes had verder als de Republiek der Zeven Verenigde Provinciën. Dit was een confederatie waarin de gewesten een grote zelfstandigheid hadden. Anders dan bij de meeste provincies in heden en verleden, duidt de naam provinciën in dit verband dus geen ondergeschikte positie in het staatsbestel aan.
In 1609 verklaarde de Republiek dat zij geen deel meer uitmaakte van het Heilige Roomse Rijk. Bij de vrede van Münster in 1648 werd deze situatie ook door de Spanjaarden erkend. De Republiek bestond toen uit zeven gewesten waarvan er zes in grondgebied ongeveer overeenkwamen met een van de huidige provincies: Friesland, Groningen (‘Stad en Lande’), Overijssel, Gelderland (‘Gelre en Zutphen’), Utrecht en Zeeland. Het belangrijkste gewest, Holland, omvatte zowel het latere Noord- en Zuid-Holland als een deel van Noord-Brabant.
Aan de Republiek waren inmiddels ook territoria toegevoegd die niet de status van provincie bezaten, de zogeheten Generaliteitslanden. Die werden zo genoemd omdat ze rechtstreeks door de centrale overheid (de Staten-Generaal) bestuurd werden. Het betrof hier Staats-Vlaanderen (later als Zeeuws-Vlaanderen in de provincie Zeeland opgenomen), Staats-Brabant (dat grotendeels overeenkomt met de latere provincie Noord-Brabant) en Staats-Overmaas. Landschap Drenthe bestuurde zich wel zelf, maar was niet vertegenwoordigd in de Staten-Generaal.
Met de Bataafse Revolutie (1795) begon een nieuw centraliseringsproces. Uiteindelijk werden de Noordelijke en Zuidelijke Nederlanden in 1815 samengevoegd tot het Verenigd Koninkrijk der Nederlanden. De nieuwe eenheidsstaat was verdeeld in zeventien provincies, waarbij de oude verschillen in status tussen de verschillende gebieden vervielen. Drenthe en Noord-Brabant (voorheen Staats-Brabant) waren dus sindsdien een normale provincie. Andere, kleinere gebieden (de kleinere generaliteitslanden en een aantal gebieden die tijdens de Republiek nog onafhankelijk waren), werden samengevoegd.
Na de Belgische Revolutie in 1830 scheidden de Zuid-Nederlandse provincies zich af. Bij de erkenning hiervan kreeg Nederland in 1839, het oostelijke deel van de provincie Limburg terug (in ruil voor de westelijke helft van het Groothertogdom Luxemburg, dat bij België bleef). Deze provincie Limburg kreeg daarbij eerst een bijzondere status. Het was namelijk tegelijkertijd als hertogdom Limburg ook lid van de Duitse Bond. Nadat deze status aparte was genormaliseerd bleef het provinciaal bestuur de titel Hertogdom nog veertig jaar voeren. Uit het bijzondere verleden van Limburg stamt ook de titel gouverneur, waarmee in Limburg de commissaris van de Koning nog altijd (informeel) wordt aangeduid.
In 1840 werd de provincie Holland gesplitst in twee provincies, Noord-Holland en Zuid-Holland. Daarmee werd de scheiding geformaliseerd die al sinds de Franse tijd had bestaan, waarbij de provincie Holland twee bestuurscentra kende.
De provincie Flevoland is ingesteld per 1 januari 1986.
In 1997 werd de officiële naam van de provincie Friesland veranderd in het Friestalige Fryslân.
| Provincie /gewest | Sinds         | Voorheen                                                  | Andere benamingen                                                        | UvU (1579) | PvV (1581) | Zeven gewesten |
| ----------------- | ------------- | --------------------------------------------------------- | ------------------------------------------------------------------------ | ---------- | ---------- | -------------- |
| Utrecht           | 1581          | Heerlijkheid Utrecht                                      | Zuiderzeedepartement                                                     | 1579       | 1581       | 1*             |
| Noord-Holland     | (1581) / 1840 | ( Graafschap Holland) / Holland                           | Amstelland, Zuiderzeedepartement                                         | 1579       | 1581       | 2*             |
| Zuid-Holland      | (1581) / 1840 | ( Graafschap Holland) / Holland                           | Maasland, Monden van de Maas                                             | 1579       | 1581       | 2*             |
| Zeeland           | 1581          | Graafschap Zeeland                                        | Monden van de Schelde                                                    | 1579       | 1581       | 3*, Gen.       |
| Gelderland        | 1581          | Graafschap Gelre en Graafschap Zutphen en Hertogdom Gelre | Boven-IJssel                                                             | 1579       | 1581       | 4*             |
| Friesland         | 1581          | Heerlijkheid Friesland                                    | -                                                                        | 1579       | 1581       | 5*             |
| Overijssel        | 1588          | Heerlijkheid Overijssel                                   | Monden van de IJssel                                                     | -          | 1588       | 6              |
| Groningen         | 1594          | Stad en Lande                                             | Stad en Lande, Westereems                                                | 1579       | 1594       | 7              |
| Drenthe           | (1588)        | Landschap Drenthe                                         | Westereems                                                               | -          | 1588       | (8)            |
| Noord-Brabant     | 1648 / (1795) | Hertogdom Brabant                                         | Staats-Brabant, Bataafs-Brabant, Brabant, Twee neten, Monden van de Rijn | -          | (1581)     | Gen.           |
| Limburg           | 1815 / 1866   | Nedermaas Hertogdom Limburg                               | Deels Staats-Overmaas en Staats-Opper-Gelre                              | -          | -          | (Gen.)         |
| Flevoland         | 1984          | Zuiderzee, Urk en Schokland (Overijssel)                  | -                                                                        | -          | -          | -              |

*: De eerste vijf gewesten. Traden toe tot de Unie van Utrecht in 1579.

## Ingetrokken toekomstplannen

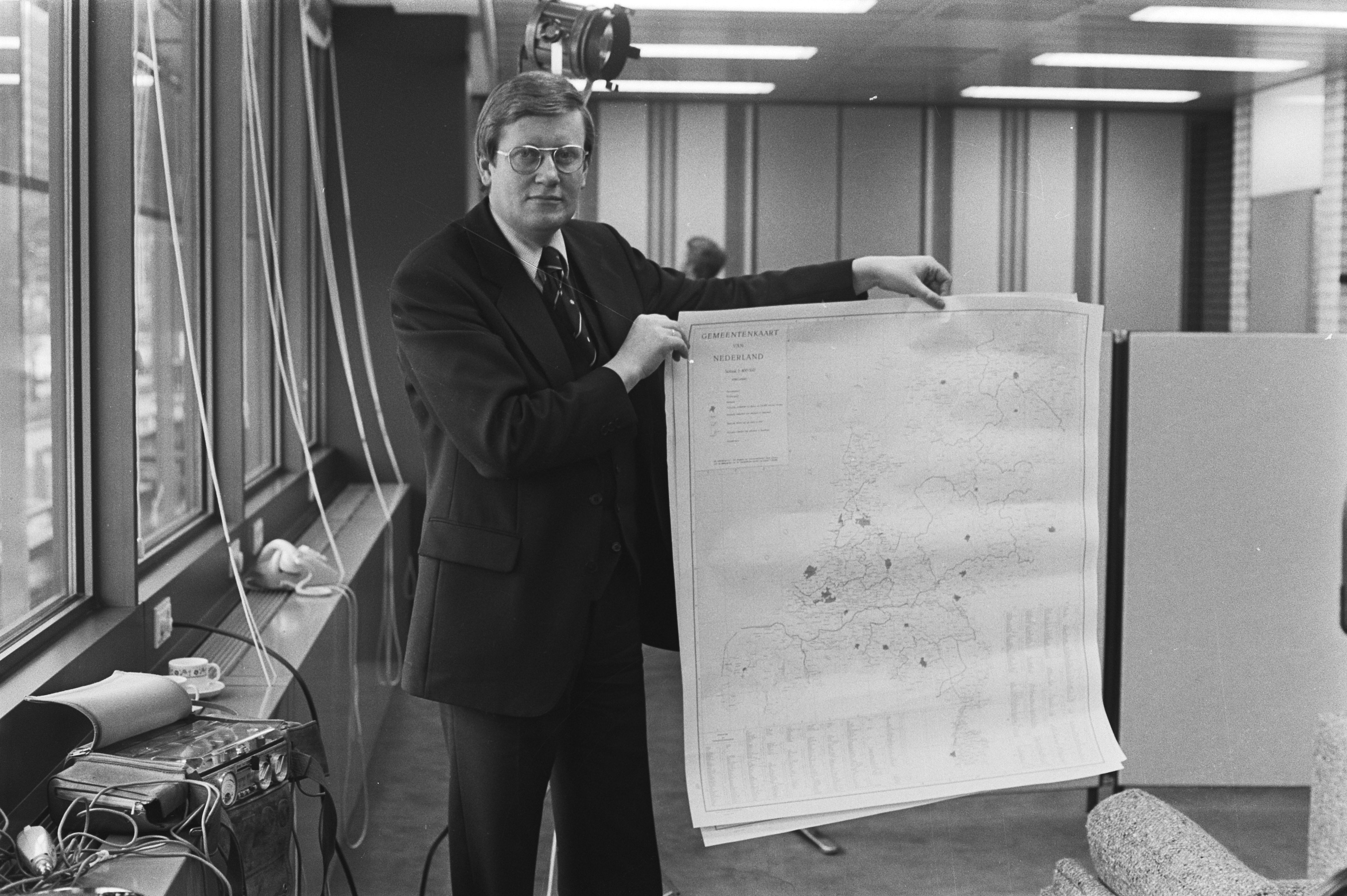
Minister van Binnenlandse zaken Wiegel presenteert een herindeling van de Nederlandse provincies (1978).

In de tweede helft van de jaren 1970 waren er plannen om Nederland in een groter aantal provincies te verdelen. Daarbij zouden dan de kleinere provincies (qua inwoneraantal) min of meer blijven bestaan (Zeeland, Groningen, Friesland, Drenthe) terwijl de grotere provincies zouden worden opgedeeld (met enkele grenscorrecties). Een wetsontwerp van minister van Binnenlandse Zaken W.F. de Gaay Fortman voorzag een herindeling in 24 provincies. Daarbij zou Noord-Holland bijvoorbeeld ruwweg worden verdeeld in een provincie Kennemerland (rond Haarlem), Amstelland (rond Amsterdam, inclusief Waterland en de Zaanstreek) en een kleinere provincie Noord-Holland (het overgebleven noordelijke deel, met hoofdstad Alkmaar). Het Gooi (het zuidoosten van Noord-Holland) zou met een deel van Utrecht opgaan in een nieuwe provincie Gooi- en Eemland. Er was toen ook al een provincie Flevoland voorzien, die echter niet de Noordoostpolder zou omvatten. De opvolger van De Gaay Fortman, Hans Wiegel, voorzag nog steeds een herindeling, maar nu met 17 provincies. Hij verwachtte dat deze herindeling binnen tien jaar een feit zou zijn.
In de jaren negentig waren er plannen om in stedelijke gebieden zoals Amsterdam en Rotterdam zogenaamde "stadsprovincies" te vormen.
In 2012 werd door het kabinet-Rutte II voorgesteld om de twaalf provincies tot vijf of zeven landsdelen te fuseren, te beginnen met de fusie van Noord-Holland, Utrecht en Flevoland tot een nieuw te vormen entiteit met de werknaam Noordvleugelprovincie.

## Functies

### Taken en werkterreinen
Van de eigen provinciale taken is ruimtelijke ordening een van de belangrijkste. Nederland is dichtbevolkt. Voor elke vierkante meter grond is in plannen vastgesteld wat de bestemming is. In structuurvisies bepaalt de provincie globaal wat haar beleid is voor de ruimtelijke ordening, met betrekking tot woningbouw, verkeer en vervoer, landbouw, natuurgebieden, recreatie, et cetera. Structuurvisies moeten passen binnen de structuurvisies die het Rijk maakt voor heel Nederland. Op zijn beurt beoordeelt het provinciebestuur of de bestemmingsplannen en structuurvisies van de gemeenten stroken met de plannen van de provincie.
Water en milieu spelen een grote rol in het dagelijks werk van de provincie. De provincie verricht onderzoek en zorgt waar nodig voor de schoonmaak van verontreinigde terreinen, bijvoorbeeld van oude gasfabrieken. Met fabrieken maakt de provincie afspraken om stank en luchtvervuiling te beperken. De provincie stimuleert hergebruik en milieuvriendelijke afvalverwerking. Samen met Rijkswaterstaat en de waterschappen regelt de provincie dat rivieren, sloten en plassen bevaarbaar blijven, dat er gezond zwemwater is en dat afvalwater van huishoudens en fabrieken gezuiverd wordt.
Op het terrein van verkeer en vervoer zorgt de provincie voor de aanleg van wegen, fietspaden en het bouwen van bruggen en viaducten. Het beheer en onderhoud van die wegen en bruggen is naast de zorg voor verkeersveiligheid een belangrijke provinciale taak. De provincie ontwikkelt in menige regio alternatieve vormen van vervoer zoals belbussen en regiotaxi en de aansluiting op het openbaar vervoer, zoals de aanleg van carpoolplaatsen.
Met betrekking tot de economie heeft de provincie vooral een stimulerende taak. Ieder provinciebestuur zal zich inspannen om economische ontwikkeling en werkgelegenheid te bevorderen. Samen met gemeenten, werkgevers en werknemers werkt de provincie aan een goed vestigingsklimaat voor bedrijven. Sommige provincies hebben samen met andere overheden en het bedrijfsleven speciale ontwikkelingsmaatschappijen opgericht, waarbij ook aandacht aan de mogelijkheden voor scholing en onderwijs wordt besteed. Vrijwel alle provincies lobbyen bij de rijksoverheid en vooral de Europese Unie om economische subsidies binnen te krijgen.
De provincie behoudt waardevolle landschappen als de duinen, de Delta met de Biesbosch, het rivierenlandschap in Limburg, Overijssel en Gelderland, de Veluwe, de Friese meren en de Waddenzee. In agrarisch gebied stimuleert de provincie het behoud van natuurwaarden.
Samen met het Rijk, maar ook met de landbouw, de natuurbescherming en landschapsstichtingen, werkt de provincie aan het in stand houden en ontwikkelen van natuur en landschap. In de laatste jaren wordt er steeds meer budget voor natuurbeheer van het rijk naar de provincies overgeheveld.
Andere provinciale taken liggen vooral op het terrein van welzijn en cultuur. Daaronder vallen onder meer de geestelijke gezondheidszorg, het bibliotheekwerk, toezicht op verzorgings- en verpleeghuizen, het bevorderen van de cultuur, de recreatie en de sportbeoefening. Zo verstrekt de provincie subsidie aan jongerenadviescentra en medische kleuterdagverblijven en kunnen vernieuwende kunst- en cultuurprojecten een beroep doen op provinciale ondersteuning. Wettelijke taken liggen er voor de provincies op het terrein van archeologie (o.a. meldpunt en depot voor bodemvondsten) en instandhouding van een regionale omroep.
Behalve eigen taken heeft de provincie ook het toezicht op de gemeenten, al neemt die taak af doordat gemeenten de laatste jaren meer eigen verantwoordelijkheden gekregen hebben. Het toezicht is vooral financieel, vanuit de provincie wordt gecontroleerd of de gemeenten hun begroting wel op orde hebben. Bij meningsverschillen tussen een gemeentebestuur en een inwoner van die gemeente zijn Gedeputeerde Staten (GS) vaak scheidsrechter. Daarnaast houden de provincies toezicht op de waterschappen. Veel provincies hebben ten slotte belangen in de nutsbedrijven die water, gas en elektriciteit leveren en maken deel uit van het bestuur daarvan.

### Inkomsten en uitgaven
Provincies zijn voor hun inkomsten voor het overgrote deel afhankelijk van de rijksoverheid. Een deel van de inkomsten komt uit het zogenaamde Provinciefonds, een fonds waarin het Rijk jaarlijks een deel van de belastingopbrengst stopt en verdeelt over de twaalf provincies. Deze inkomsten mag de provincie naar eigen inzicht besteden.
Naast inkomsten uit het Provinciefonds ontvangen de provincies zogenaamde doeluitkeringen van het Rijk, uitkeringen voor een vastomschreven doel zoals openbaar vervoer, jeugdzorg of bodemsanering. Hoeveel een provincie krijgt is afhankelijk van het aantal inwoners, van het oppervlak aan land en water en regionale omstandigheden. Provincies kunnen ook zelf belasting heffen, de meest bekende provinciale heffing wordt gevormd door de 'opcenten', een provinciale opslag op de motorrijtuigenbelasting. Provinciefonds, doeluitkeringen en de motorrijtuigenbelasting dekken zo'n tachtig procent van de inkomsten. Overige inkomsten komen uit andere, kleinere bronnen en zijn per provincie verschillend. Alle provincies ontvangen leges, vergoedingen voor provinciale stukken of verleende diensten zoals bepaalde milieuvergunningen en het omhoog zetten van een brug. Sommige provincies krijgen inkomsten uit fondsen van de Europese Unie. De meeste provincies hebben reserves die, bijvoorbeeld in de vorm van rente, zorgen voor opbrengsten.

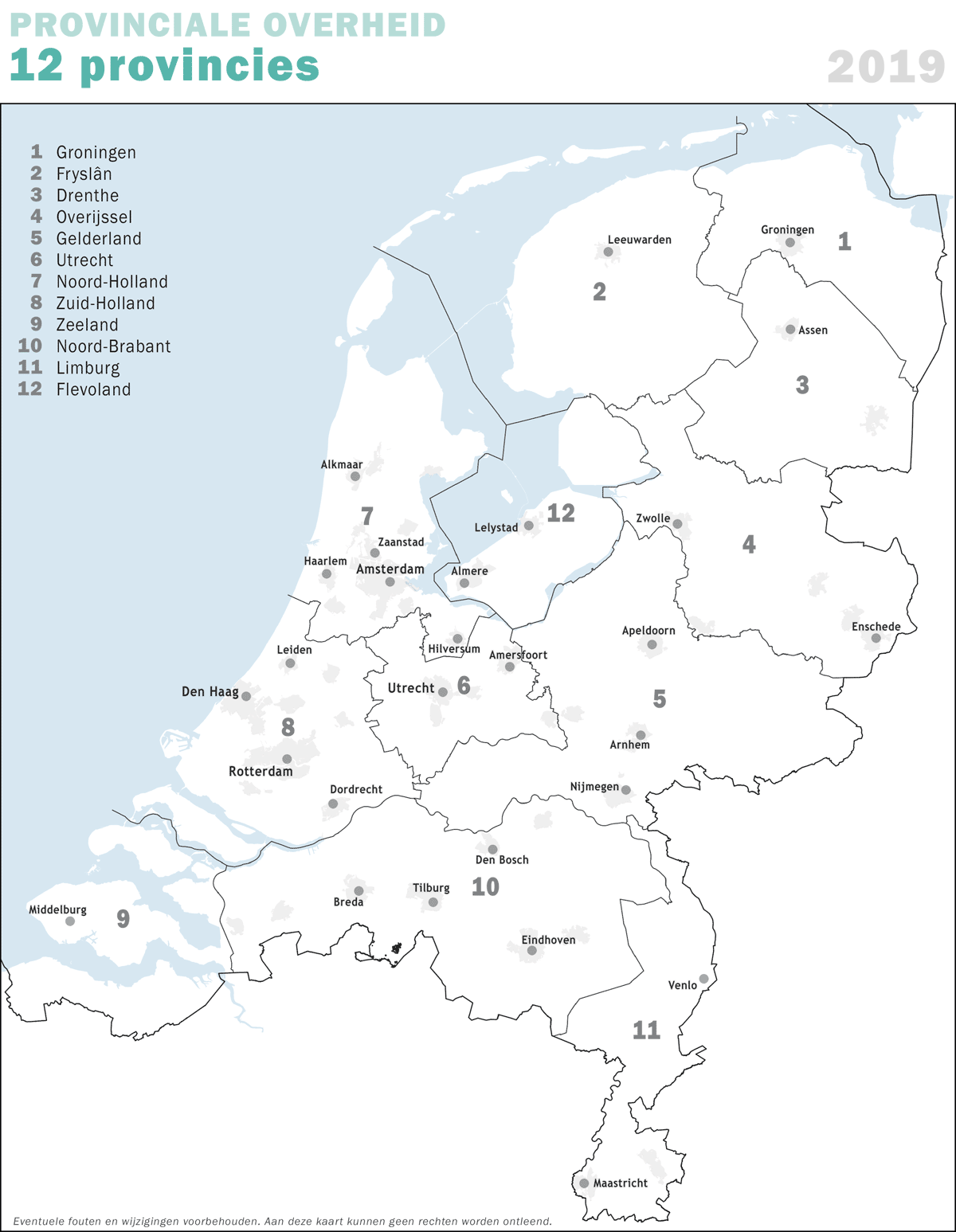
Nederlandse Provinciegrenzen per 2019 (met grenswijziging tussen Utrecht en Zuid-Holland)

Voor 2006 begrootten de twaalf Nederlandse provincies gezamenlijk 4,2 miljard aan inkomsten, terwijl de uitgaven op 4,4 miljard zijn begroot. De 200 miljoen begrotingstekort worden gedekt uit de reserves van de provincies zelf. In totaal wordt zo'n 1,7 miljard euro door het rijk 'geoormerkt' toegekend. Dit geld is bestemd voor specifieke beleidstaken zoals jeugdhulpverlening, bodemsanering en openbaar vervoer. Ongeveer 1 miljard euro komt van het rijk zonder specifiek toegewezen bestemming. In totaal brengen de opcenten op de motorrijtuigenbelasting ongeveer 1,1 miljard op. Tot slot kunnen de provincies in 2006 rekenen op ongeveer 300 miljoen euro aan rente en dividend uit aandelen.
De grootste uitgaven voor de provincies komen voor rekening van de beleidsterreinen welzijn en verkeer en vervoer. Zowel verkeer en vervoer (waaronder de bouw en onderhoud van wegen, bruggen en dergelijke vallen) als het welzijnsbeleid (waartoe onder meer instandhouding sociale voorzieningen op het platteland, jeugdbeleid en armoedebestrijding behoren) zullen in 2006 voor ongeveer een derde op de begrotingen van de provincies drukken.

### Ambtelijke organisatie
De twaalf provincies beschikken ieder over een eigen ambtelijk apparaat. Deze provincieambtenaren zijn op vele terreinen werkzaam en hebben dan ook uiteenlopende werksoorten en beroepen. Bijvoorbeeld landmeter, jurist, sluiswachter en bestuurskundige. Aan het hoofd van de organisatie staat de provinciesecretaris (tot 2003 de provinciegriffier geheten). De provinciesecretaris is de eerste adviseur van het College van Gedeputeerde Staten, heeft de leiding over de ambtenaren van de provincie (niet zijnde de griffie) en vormt de verbinding tussen het college van Gedeputeerde Staten en het ambtelijk apparaat. Gedeputeerde Staten benoemen de provincie-secretaris.
De ambtelijke organisatie is verdeeld in diensten of directies, met daaronder afdelingen voor onderdelen van het provinciale beleidsterrein, bijvoorbeeld voor milieu, waterstaatszaken, ruimtelijke ordening, economie, recreatie, natuur, verkeer en vervoer.
Tot de invoering van het duale stelsel heette deze functionaris griffier. Bij de invoering van het dualisme is bij zowel de gemeenteraad als de Provinciale Staten de functie van respectievelijk raads- en statengriffier geïntroduceerd. Zij hebben tot taak de gemeenteraad en provinciale staten in hun taken bij te staan en geven doorgaans leiding aan een afdeling ambtenaren genaamd de griffie. De griffie werkt direct voor Provinciale Staten en valt daarmee hiërarchisch niet onder de provinciesecretaris
De statengriffier ondertekent samen met de commissaris van de Koning de besluiten van de Provinciale Staten. De Statengriffier wordt aangewezen door de Provinciale Staten.

## Bestuur

### Provinciale Staten
Provinciale Staten staan aan het hoofd van de provincie en vormen het algemeen bestuur van een provincie. De leden van Provinciale Staten worden een keer in de vier jaar gekozen en behoren allen tot politieke partijen. Het aantal leden is per provincie verschillend en afhankelijk van de grootte van de provincie. De Statenleden die tot eenzelfde partij behoren vormen een fractie. Statenleden die hun fractie verlaten kunnen onder hun eigen naam of die van een nieuwe groepering deel van Provinciale Staten blijven uitmaken. Elke fractie kiest uit haar midden een voorzitter, die leiding geeft aan de fractie en als belangrijkste woordvoerder optreedt. De gezamenlijke fractievoorzitters komen bij elkaar in het zogenaamde 'seniorenconvent', onder andere als er gevoelige politieke zaken te bespreken zijn in een vertrouwelijke sfeer. Binnen de fractie is het werk verdeeld, waardoor niet elk Statenlid overal evenveel verstand van hoeft te hebben. Zo zijn er voor elk beleidsterrein één of meer specialisten binnen de fractie. De specialisten zitten namens hun partij in de vaste commissies van Provinciale Staten. Elke Statenfractie heeft meestal de steun van één of meer fractie-assistenten. De belangen van de Staten als geheel worden behartigd door de Statengriffier.
Hoofdtaken van Provinciale Staten zijn het vaststellen van het beleid en het toezien op de uitvoering daarvan. In Provinciale Staten heeft ieder Statenlid een even zware stem. Besluiten worden genomen met een meerderheid van de aanwezige Statenleden. Statenleden hebben meestal een gewone baan en doen het Statenwerk in hun vrije tijd. Ze krijgen voor hun werkzaamheden een onkostenvergoeding.

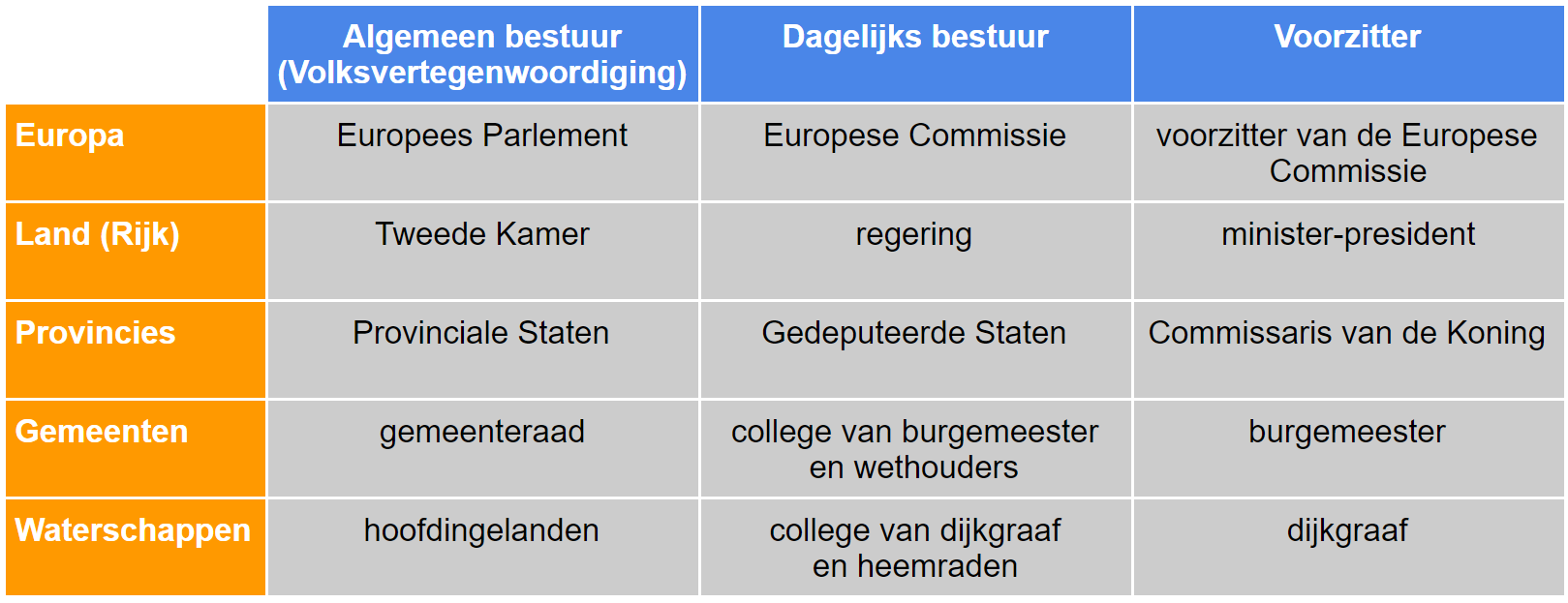
De verschillende bestuurslagen in Nederland en de Europese Unie

### Gedeputeerde Staten
Het college van Gedeputeerde Staten (GS) vormt het dagelijks bestuur van de provincie. De gedeputeerden worden gekozen door Provinciale Staten voor een periode van vier jaar. Zij treden tegelijk af met de leden van Provinciale Staten. Sinds maart 2003 zijn gedeputeerden geen lid meer van de Provinciale Staten. Het aantal gedeputeerden varieert per provincie. In Flevoland zijn er vier, de meeste andere provincies hebben er zes of zeven. Voorzitter van het college van Gedeputeerde Staten is de commissaris van de Koning.
In het college heeft iedere gedeputeerde zijn eigen taakgebied of portefeuille, zoals ruimtelijke ordening, verkeer en vervoer, natuur en milieu, welzijn en cultuur. Gedeputeerden hebben als voornaamste taak het voorbereiden en uitvoeren van besluiten van Provinciale Staten. Gedeputeerde Staten voeren een groot aantal regelingen van de rijksoverheid uit, de zogenaamde medebewindstaak. Daarnaast hebben zij een coördinerende en plannende functie en taken als het toezicht op de gemeentebesturen.
De gedeputeerden zijn verplicht over alle onderdelen van hun beleid inlichtingen te geven aan PS. Dit is de zogeheten verantwoordings- of informatieplicht. De gedeputeerden kunnen informatie aan Provinciale Staten onthouden, wanneer het vrijgeven ervan in strijd is met het openbaar belang. Weigert een gedeputeerde de gevraagde informatie en er is geen sprake van strijd met het openbaar belang, dan kunnen Provinciale Staten hem of haar ontslaan. Een gedeputeerde kan zelf tussentijds ontslag nemen. De opengevallen plaats wordt dan over het algemeen opgevuld door een ander Statenlid van dezelfde politieke partij.

### Commissaris van de Koning
Een commissaris van de Koning wordt niet gekozen door de inwoners van de provincie, maar benoemd door de Kroon (Koning en ministers). De benoeming geldt voor een periode van zes jaar, met de mogelijkheid tot herbenoeming. De commissaris kan alleen door de Kroon worden ontslagen. Bij de vervulling van een vacature voor een commissaris geven Provinciale Staten aan de minister van Binnenlandse Zaken en Koninkrijksrelaties in een profielschets hun wensen voor de nieuwe commissaris. Alle commissarissen zijn afkomstig uit de grote landelijke politieke partijen. Eenmaal benoemd wordt de commissaris echter geacht zijn functie onafhankelijk uit te voeren.
De commissaris van de Koning maakt deel uit van het provinciaal bestuur én heeft tevens een taak als vertegenwoordiger van de landsregering, rijksorgaan wordt dat genoemd, in de provincie. Zo heeft de commissaris coördinerende bevoegdheden bij de rampenbestrijding en brengt hij regelmatig werkbezoeken aan gemeenten.
Bij burgemeestersbenoemingen speelt de commissaris een belangrijke rol. Als in een gemeente een vacature voor een burgemeester ontstaat stuurt de commissaris een aanbeveling voor een opvolger aan de minister van Binnenlandse Zaken. Maar eerst wint de commissaris advies in van de gemeenteraad. De commissaris betrekt dit advies in de aanbeveling aan de minister. De commissaris is niet alleen voorzitter, maar ook volwaardig lid van Gedeputeerde Staten en kan bepaalde taken in zijn portefeuille krijgen. Voorts heeft de commissaris het toezicht over de ambtelijke organisatie en eventuele provinciale bedrijven en vertegenwoordigt hij de provincie in tal van zaken.
In Limburg wordt de commissaris van de Koning ook wel aangeduid met de term Gouverneur.

## Burger en provincie

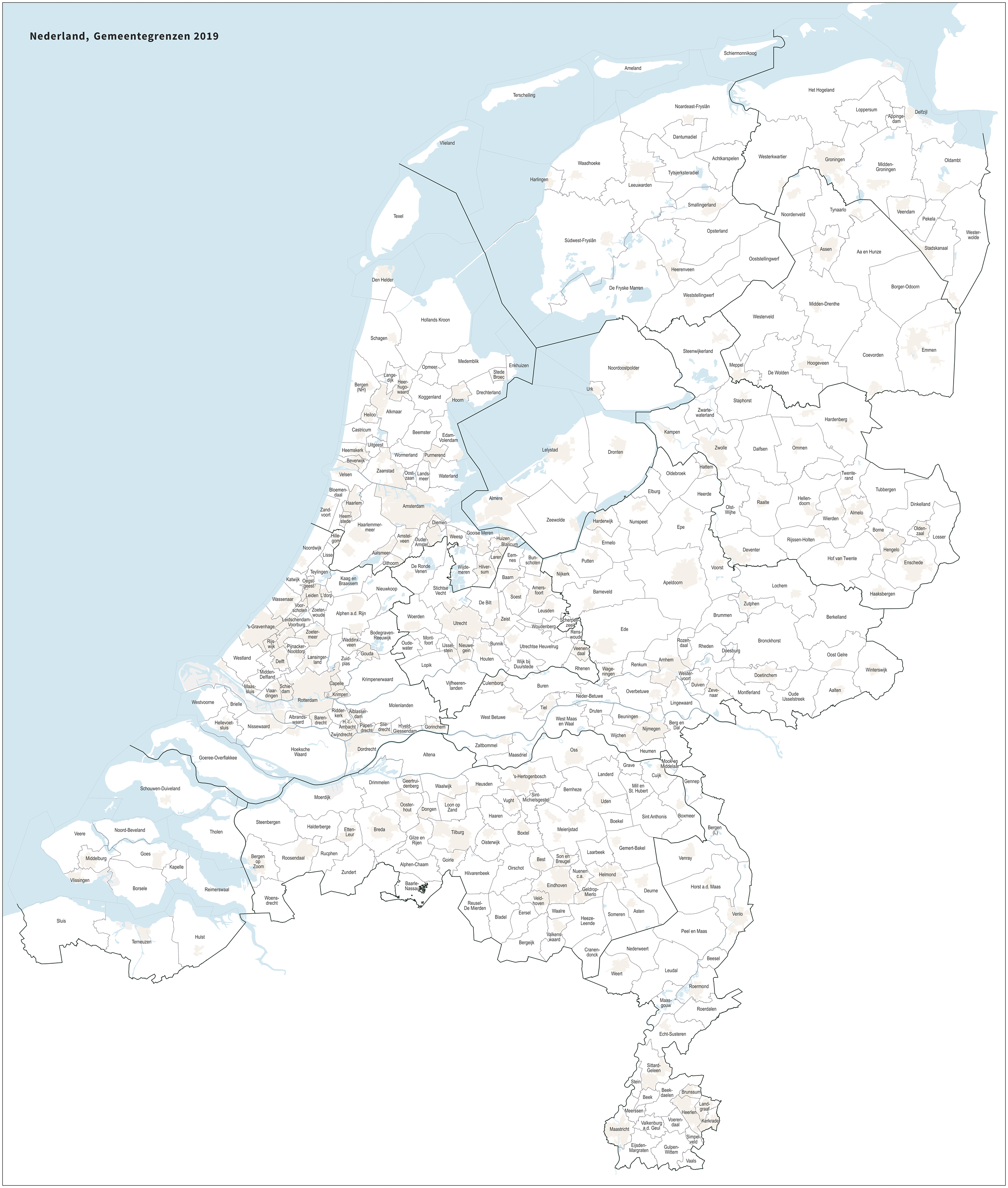
12 provincies en 355 gemeenten (excl. Caribisch Nederland), situatie 2019

De provincie treedt vaak op als regisseur van ontwikkelingen in een gebied, en als oplosser van regionale problemen. De provincie doet dat in overleg en samenwerking met andere overheden, met maatschappelijke instellingen en het bedrijfsleven. Personen en instanties kunnen op verschillende manieren invloed uitoefenen op het beleid en de besluiten van de provincie.

### Openbaarheid
Openbaarheid en communicatie zijn van groot belang voor wie over het beleid van de provincie geïnformeerd wil zijn en/of het wil beïnvloeden. De vergaderingen van Provinciale Staten en de Statencommissies zijn in principe openbaar. Iedereen kan ze bijwonen. Ook informatie over provinciale bestuurszaken is openbaar. De Wet open overheid (Woo) geeft iedereen die daarom vraagt het recht op informatie. Slechts in een beperkt aantal gevallen kan de gevraagde informatie worden geweigerd. Bijvoorbeeld als openbaarmaking de privacy van anderen zou schenden. De WOB bepaalt ook dat de provincies en andere overheden uit zichzelf informatie moeten geven over hun beleid en activiteiten.

### Inspraak en overleg
Soms organiseren provincies zelf inspraak over bepaalde kwesties. In andere gevallen is inspraak wettelijk verplicht. Zo moet een ontwerp-structuurplan twee maanden ter inzage liggen op het provinciehuis en bij de gemeenten in het structuurplangebied. Belanghebbenden kunnen er dan kennis van nemen, een reactie geven of bezwaar tegen maken. Inspraak kan verschillende vormen hebben, afhankelijk van het karakter van de beslissing die moet worden genomen. In de praktijk blijkt inspraak vooral een zaak voor organisaties, instellingen, verenigingen en professionals. De participatie van de niet-georganiseerde burger is meestal beperkt.
De afgelopen jaren heeft zich een nieuwe vorm van inspraak ontwikkeld, die onderdeel is van 'interactief beleid'. Daarin overlegt het provinciebestuur in een vroeg stadium van de beleidsontwikkeling over een bepaald onderwerp met andere overheden, instellingen, organisaties en belangengroeperingen. Over en weer worden ideeën en standpunten uitgewisseld en getoetst. In een aantal overlegronden wordt dan de besluitvorming voorbereid.

### Bezwaar en beroep
Wie het niet eens is met een besluit van de provincie kan daartegen in het algemeen eerst bezwaar en vervolgens beroep aantekenen. Elk bestuursorgaan is verplicht onder een besluit aan te geven welke bezwaar- of beroepsmogelijkheid geldt. De voornaamste administratiefrechtelijke procedure is die op grond van de Algemene wet bestuursrecht (Awb). Daarin staan de termijnen waarbinnen en de voorwaarden waaronder men beroep kan aantekenen. De eerste stap is een heroverweging door het provinciaal bestuur. Wie het niet eens is met het nieuwe besluit kan in beroep gaan bij de rechtbank in het arrondissement waar het bestuur zetelt (de provinciehoofdstad). Daarna kan men dan nog in hoger beroep gaan bij de Afdeling bestuursrechtspraak van de Raad van State. Een bezwaar- of beroepschrift moet altijd schriftelijk (en gemotiveerd) worden ingediend.